# Liebfrauenkirche (Dortmund)

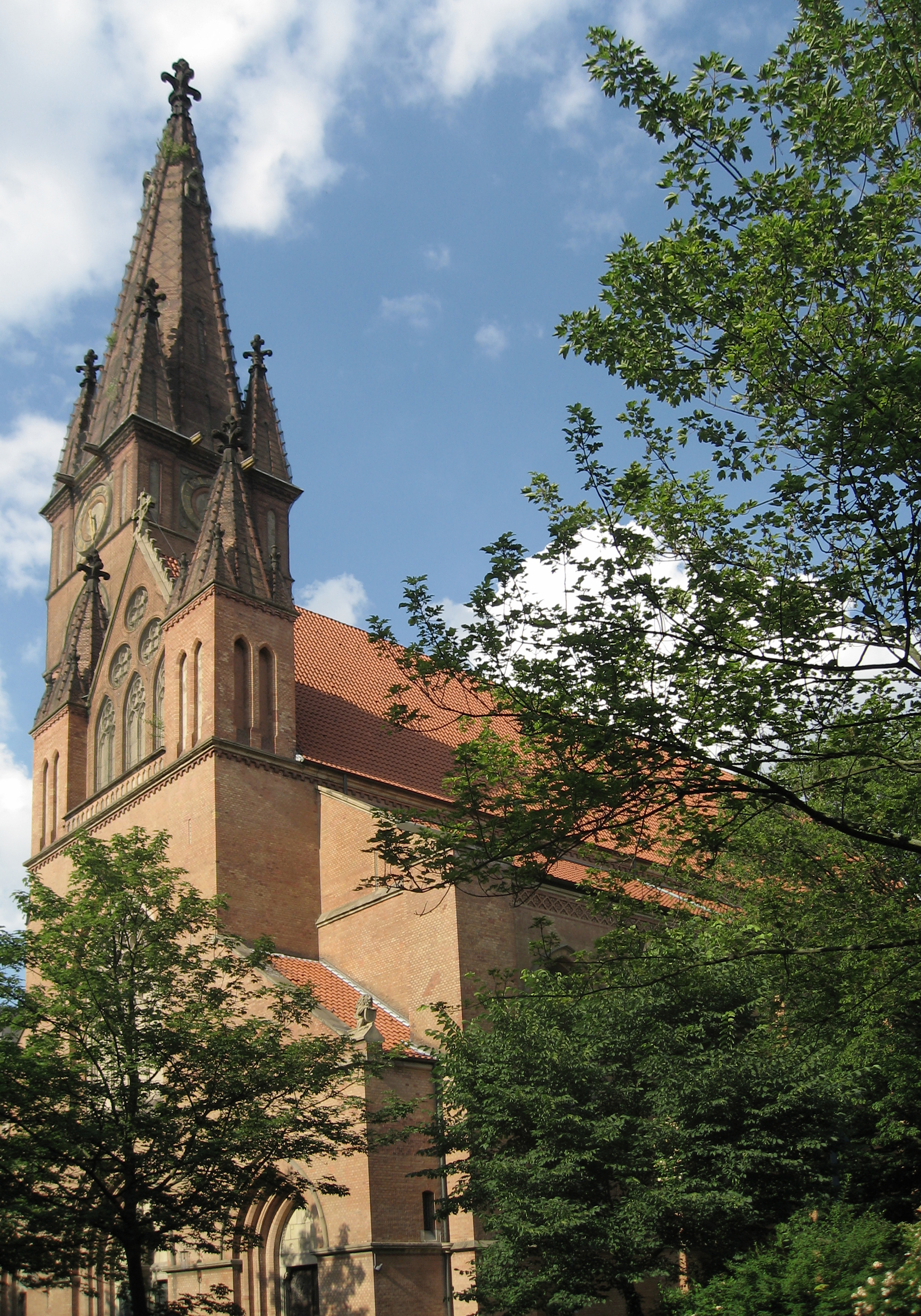
Kirchturm der Liebfrauenkirche

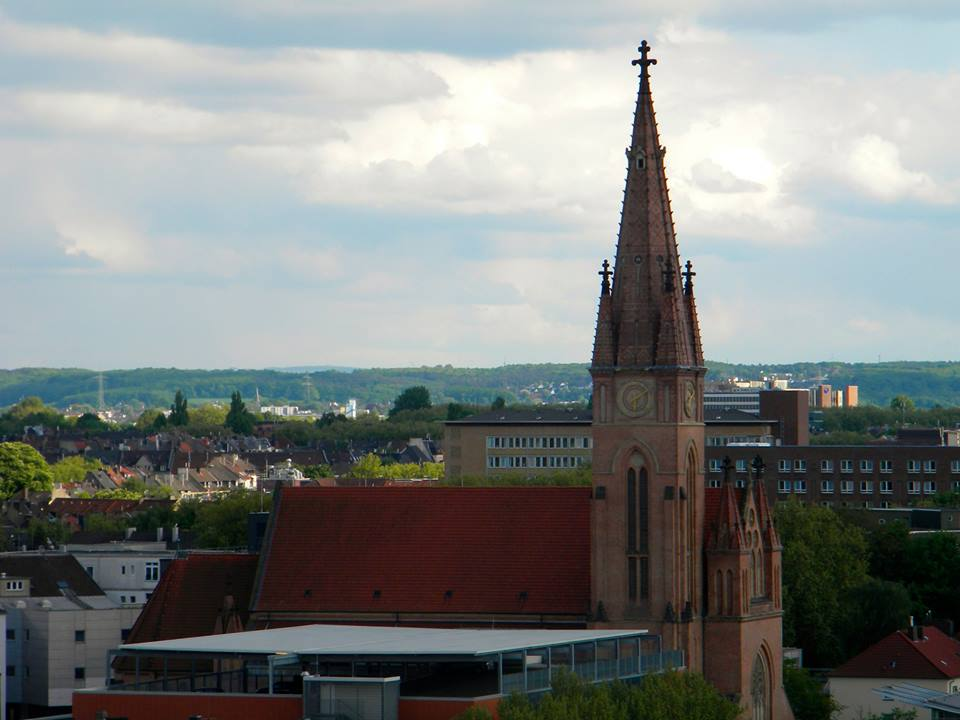
Dortmund Liebfrauenkirche

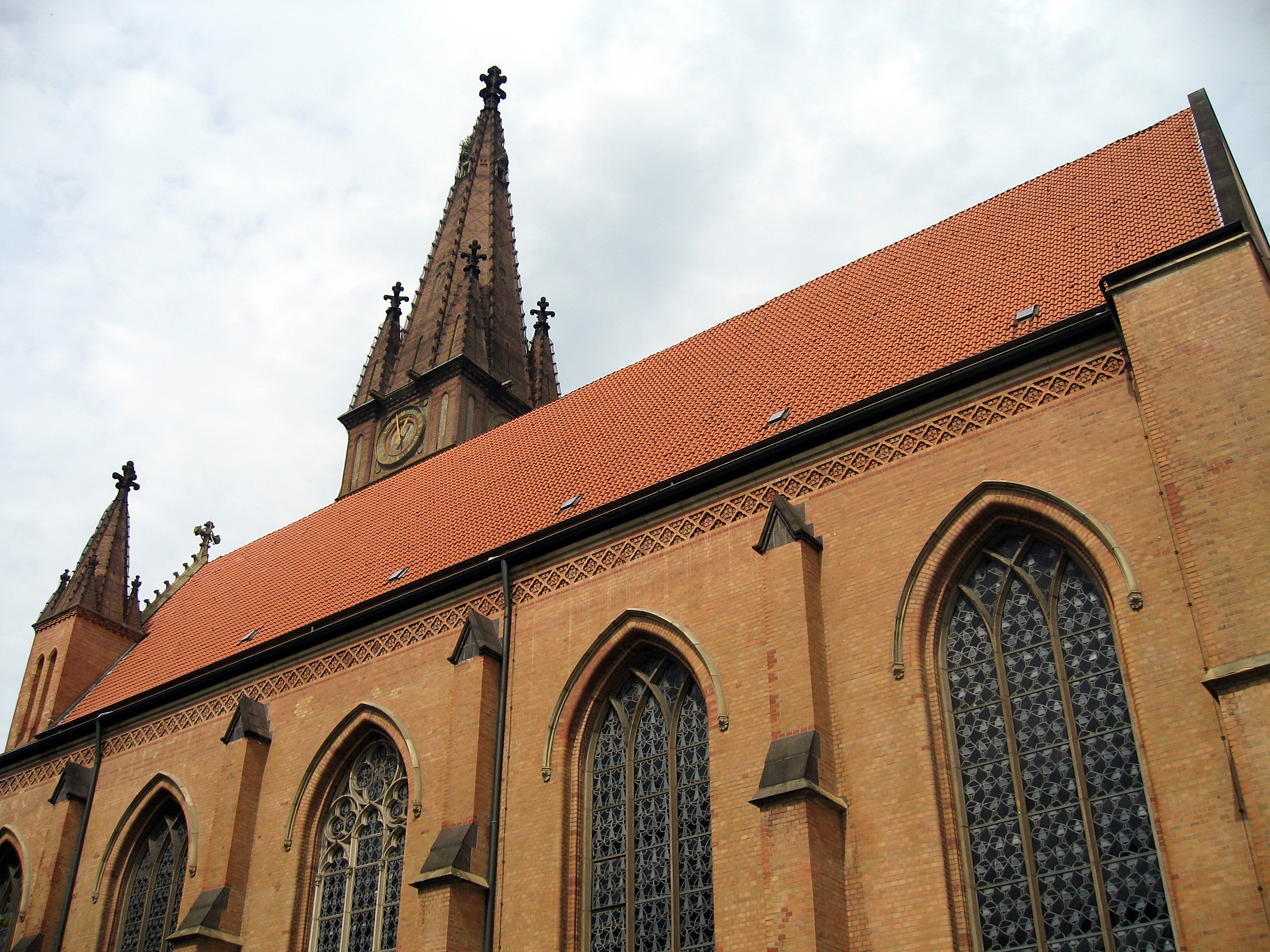
Südfassade, Turm

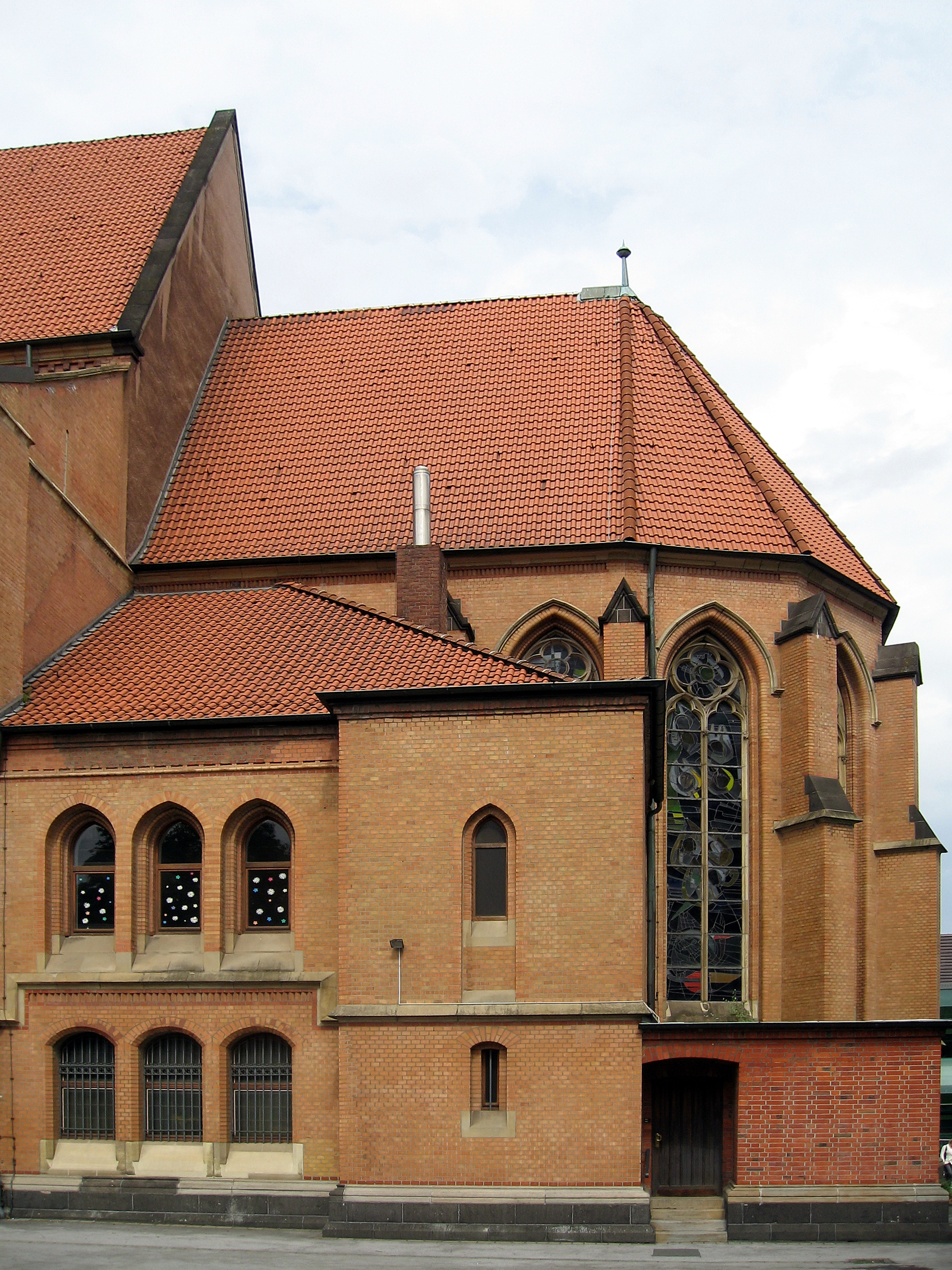
Chor, Südfassade

Die Liebfrauenkirche ist eine 1881–1883 erbaute, unter Denkmalschutz stehende römisch-katholische Kirche in Dortmund, Amalienstraße 21 a. Sie wird seit dem Jahr 2009 als Kolumbarium genutzt, bis Juni 2009 war sie eine römisch-katholische Pfarrkirche im Dortmunder Stadtbezirk Innenstadt-West. Das Kirchengebäude ist als Baudenkmal in die Denkmalliste der Stadt Dortmund eingetragen.

## Architektur der Kirche
Die Liebfrauenkirche ist eine dreischiffige, neugotische Stufenhalle mit einem zur Ostseite gerichteten abgestuften Chor mit 5⁄8 Schluss. Das überragende Langhaus wird von abgestuften Seitenschiffen flankiert, die vor dem Chor enden.  Die aus gebrannten Ziegeln errichteten Langhausmauern, die mit hohlen Blendziegeln verblendet wurden, sind durch Strebepfeiler und neugotische Spitzbogenfenster gegliedert. Darüber befinden sich auffällig gestaltete Dachgesimse. Die Kaffgesimse, Kreuzblumen, das Maßwerk der Fenster und die Gesimse an den Strebepfeilern sind mit hellgrauem Sandstein eingefasst. An der Westfassade befinden sich drei gotische Stufenportale, von denen das mittlere das Hauptportal bildet. Darüber befindet sich ein großes Maßwerkfenster. Den Abschluss der Westfassade bildet ein Spitzgiebel, der an den Seiten von zwei kleinen Ecktürmen gestützt wird. Der an das nördliche Langhaus anschließende 72 Meter hohe Seitenturm ist quadratisch und wird an den Seiten von jeweils zwei massiven Strebepfeilern gestützt. Zwischen den Strebepfeilern ist das Mauerwerk durch jeweils eine langgestreckte zweibahnige Schallluke durchbrochen. Darüber befindet sich jeweils eine Turmuhr. Über der Turmuhr wird der Turm von vier Ecktürmchen flankiert. Darauf folgt ein achtseitiger, steinerner, mit Krabben geschmückter Turmhelm mit neugotischem Maßwerk. Die Turmspitze der Steinhaube sowie der Ecktürmchen schließen mit jeweils einer Kreuzblume ab.

## Geschichte der Kirche

### 19. Jahrhundert bis Kriegsende 1945
Mit der Industrialisierung und dem Zuzug vorwiegend katholischer Arbeitskräfte wuchs die Einwohnerzahl der Stadt Dortmund stark an. Die bis dato einzige römisch-katholische Kirche, die Propsteikirche, konnte die Besuchermassen nicht mehr fassen, da die Zahl der Katholiken im Jahre 1866 auf 12.000 gestiegen war. Am 14. Januar 1866 beschloss der Gemeinderat der Propsteikirche den Bau einer weiteren Pfarrkirche.
Zum Bau der neuen Pfarrkirche kam es aber auf Grund von politischen Zwängen erst Jahre später, nach dem Deutsch-Französischen Krieg. Gegen Ende 1871 erwarb die Gemeinde ein 600 Quadratruten großes Grundstück außerhalb des historisch mittelalterlichen Stadtrings, an der Ecke Amalienstraße / Turmstraße für rund 54.000 Mark. 1874 sollte der im Bereich des katholischen Sakralbaus renommierte Wiener Architekt Friedrich von Schmidt Entwürfe für einen Kirchenneubau erstellen, was aber nach dem plötzlichen Tod des Propstes Wiemann in der längeren Vakanz dieses Amtes verworfen wurde. Von 1877 bis 1880 wurden über 3.000 Katholiken vorübergehend in die 1871 errichtete Krimkapelle überwiesen. Durch den entstandenen Platzmangel stieg die Kirchennot alarmierend an. Das änderte sich 1880, als der Kirchenneubau zum wiederholten Male beschlossen wurde. Nun erstellte Friedrich von Schmidt Entwürfe für den Kirchenneubau, eine Schule und ein Pfarrhaus. Da die Bauten in Ziegelmauerwerk errichtet werden sollten, wurde zunächst eine Ringofenziegelei zur Herstellung des Baumaterials errichtet. Der Grundstein der Kirche, ein Stein aus dem Westportal der Propsteikirche, wurde am 11. Juni 1881 gelegt. Die feierliche Zeremonie der Grundsteinlegung erfolgte jedoch erst am 4. September 1881 durch den Pfarrverweser Johannes Löhers. Am 11. Dezember 1883 wurde die Kirche unter großer Beteiligung der Gemeinde vom Paderborner Weihbischof Freusberg zur Liebfrauenkirche geweiht, der ihr Reliquien des heiligen Lukas überwies. Damit war die Liebfrauenkirche die erste Kirche außerhalb des Dortmunder Stadtrings.

### Mai 1945 bis Sommer 2009
Im Zweiten Weltkrieg wurde die Liebfrauenkirche weitgehend zerstört. Nur der Kirchturm blieb unversehrt. Der Wiederaufbau der Kirche begann 1947. Dabei wurde die originale Gestalt nicht wiederhergestellt, sondern die Kirche in veränderter Weise aufgebaut. Zum Osterfest 1953 erklangen erstmals die vier neuen, vom Bochumer Verein angefertigten Gussstahlglocken, gestimmt auf c', es', f' und g'.
Bis Juni 2008 gehörte die Liebfrauengemeinde zum Pastoralverbund Dortmund-Zentrum und erfüllte in ihm die Funktion der Gemeindekirche. Veranstaltungen und Gemeindeaktivitäten im Pastoralverbund fanden zumeist in Liebfrauen statt. Zur Neuwahl des Pfarrgemeinderats und der Kirchenvorstände im November 2009 wurde die Liebfrauengemeinde an Propstei zurückgepfarrt. Am 12. Dezember 2009 wurde zum vorerst letzten Mal die Heilige Messe in Liebfrauenkirche gefeiert.

### Profanierung mit neuer Nutzung
Das Kirchengebäude wurde teilprofaniert und teilumgewidmet. Eine notwendige Sanierung in Millionenhöhe sowie der Rückgang der Kirchenbesucherzahlen zwangen die Gemeinde dazu, neue Nutzungsmöglichkeiten für das Gebäude zu finden:
Seit 2011 dient die Liebfrauenkirche als Kolumbarium. Die kleine Kapelle im Chor der Kirche dient den Trauerfeiern und zeitweise auch Gedenkmessen. Die Umgestaltung zur Grabeskirche erfolgte durch das Berliner Architekturbüro Staab Architekten. Um die Raumwirkung der Kirche zu erhalten, wurden die Begräbnisstätten als 80 cm hohes, mäandrierendes Feld angelegt und in Analogie zur Farbigkeit des Kirchengestühls aus Baubronze gefertigt. Die Gräber können mit individuell gravierten Grabplatten und Vasen, Öllichtern und Kerzenhaltern aus Baubronze geschmückt werden. Die Umgestaltung erhielt eine Auszeichnung vorbildlicher Bauten in Nordrhein-Westfalen 2015, eine Anerkennung beim Westfälischen Preis für Baukultur 2015 und eine Auszeichnung Guter Bauten 2014 vom BDA Dortmund Hamm Unna. Die Metallbauarbeiten wurden von der Berliner Firma Fittkau Metallbau und Kunstschmiede ausgeführt, wofür ihr die Zeitschriftenredaktion M&T-Metallhandwerk & Technik im Jahr 2012 einen Designpreis zusprach.

## Ausstattung

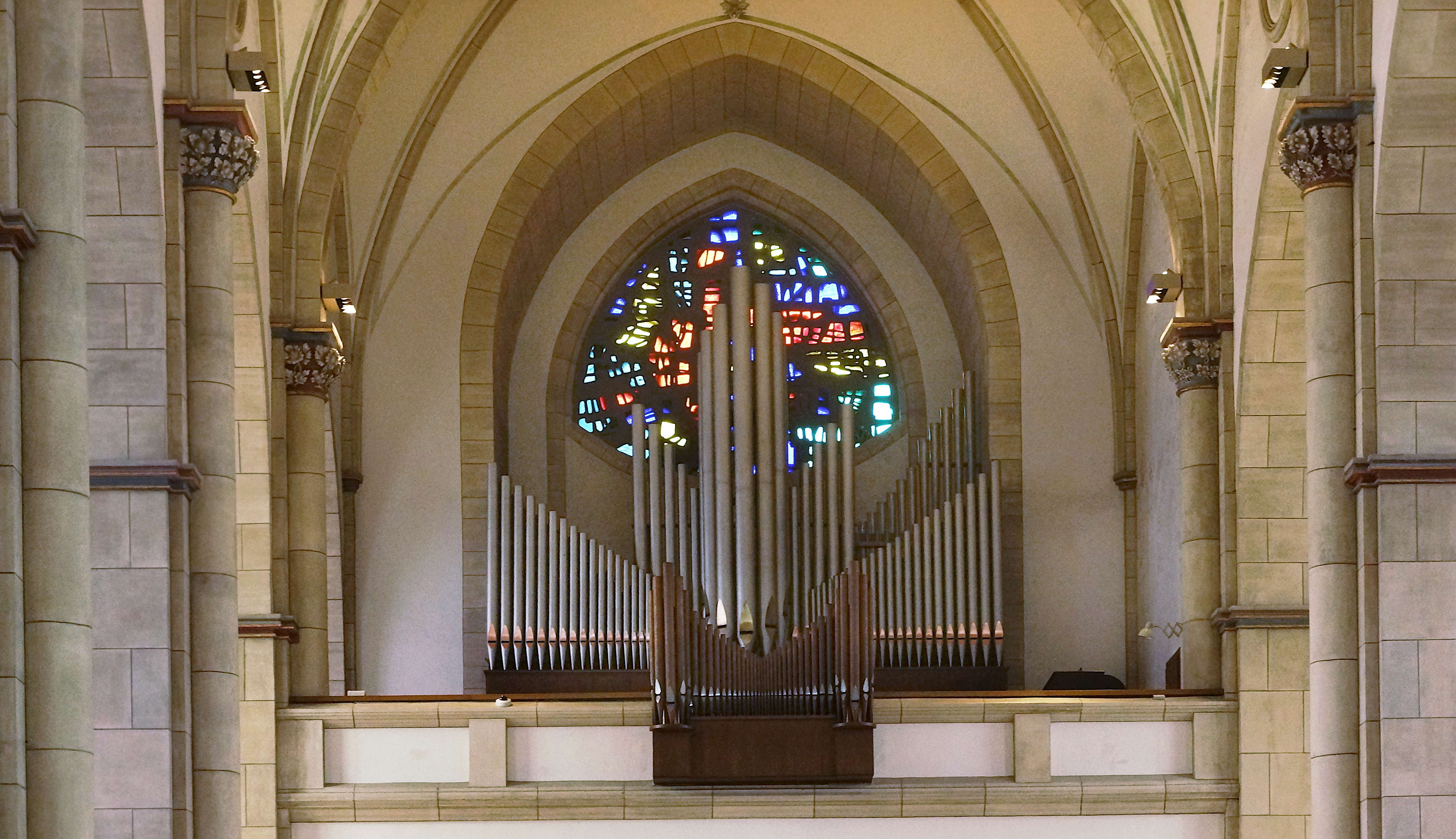
Orgel mit Freipfeifenprospekt, vorn das Rückpositiv mit Kupferpfeifen, hinten rechts die Becher der Posaune

### Orgel
Die Orgel mit dem symmetrischen Freipfeifenprospekt wurde 1950 von der Orgelbauwerkstatt Kemper (Lübeck) als Taschenladen-Instrument erbaut und 1965 um das Rückpositiv erweitert. Sie hat 42 Register auf drei Manualen und Pedal. Die Spiel- und Registertrakturen sind elektrisch. 1990 erfolgte der Umbau von Oberwerk, Hauptwerk und Pedalwerk auf Schleifladen unter Wiederverwendung der alten Stöcke durch Emanuel und Ella Kemper. Im Rückpositiv blieben die originalen Taschenladen erhalten. Beim Umbau wurden Posaune 16’ und Trompete 8’ im Pedal erneuert, aus einer Schalmei 8’ im Oberwerk die heutige Oboe 8’.
| I Rückpositiv C–g3 |       |
| Quintade           | 08′   |
| Spitzgedackt       | 08′   |
| Prinzipal          | 04′   |
| Rohrflöte          | 04′   |
| Waldflöte          | 02′   |
| Quinte             | 1 ⁄3′ |
| Sesquialtera II0   |       |
| Scharff III        |       |
| Krummhorn          | 08′   |
| Tremulant          |       |

| II Hauptwerk C–g3 |       |
| Pommer            | 16′   |
| Prinzipal         | 08′   |
| Gedackt           | 08′   |
| Gemshorn          | 08′   |
| Oktave            | 04′   |
| Zartflöte         | 04′   |
| Quinte            | 2 ⁄3′ |
| Oktave            | 02′   |
| Rauschpfeife III0 |       |
| Mixtur VIII       |       |
| Trompete          | 08′   |

| III Oberwerk C–g3 |        |
| Rohrflöte         | 08′    |
| Strichflöte       | 08′    |
| Prinzipal         | 04′    |
| Blockflöte        | 04′    |
| Gemshorn0         | 02′    |
| Flageolett        | 01′    |
| Nasat             | 2 ⁄3′0 |
| Zymbel IV         |        |
| Dulzian           | 16′    |
| Oboe              | 08′    |
| Tremulant         |        |

| Pedal C–f1       |         |
| Prinzipalbass    | 16′     |
| Subbass          | 16′     |
| Quintbass        | 10 2⁄3′ |
| Oktavbass        | 08′     |
| Gedacktbass      | 08′     |
| Choralbass       | 04′     |
| Nachthorn        | 02′     |
| Mixtur VIII      |         |
| Rauschpfeife IV0 |         |
| Posaune          | 16′     |
| Trompete         | 08′     |
| Schalmei         | 04′     |

- Koppeln: I/II, III/I, III/II, I/P, II/P, III/P
- Spielhilfen: Registercrescendo, drei freie Kombinationen, zwei freie Pedalkombinationen, Tutti, Handregister, Auslöser, Rohrwerke ab, Einzelabsteller für die Zungenregister

### Fenster
Vier der ursprünglichen Kirchenfenster mit figürlichen Darstellungen wurden Ende des 19. Jahrhunderts von der Köln-Lindenthaler Glasmalerei Schneiders und Schmolz angefertigt.